# Tameka Yallop
Tameka Yallop (nascida Butt; Orange, 16 de junho de 1991) é uma futebolista profissional australiana que atua como meia.

## Carreira
Yallop fez parte do elenco da Seleção Australiana de Futebol Feminino, nas Olimpíadas de 2016 e 2020.